# 켈루스궁

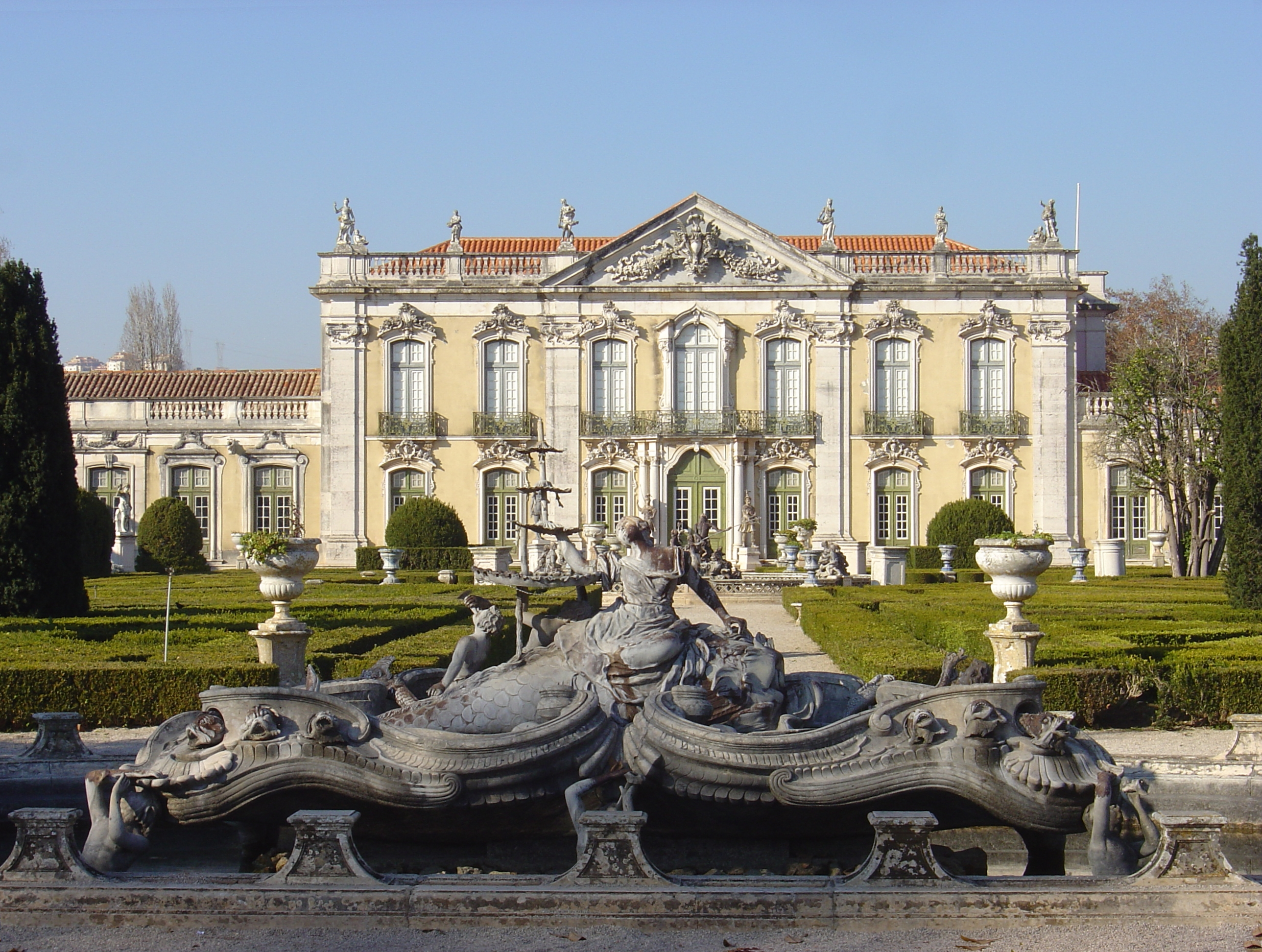
켈루스 궁전의 정면 모습.

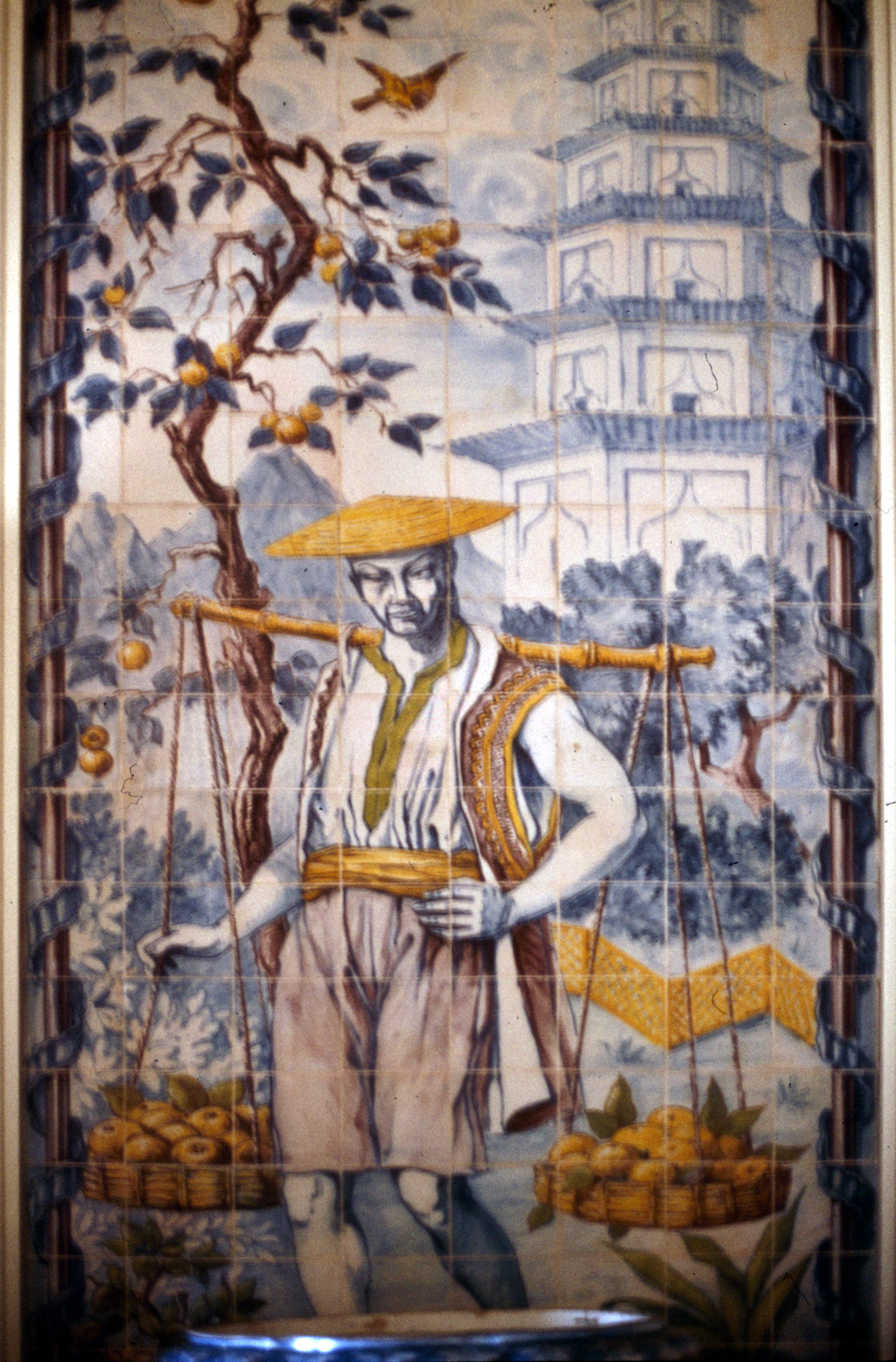

켈루스 궁전(포르투갈어: Palácio Nacional de Queluz)은 포르투갈의 궁전으로서 18세기에 지어졌다. 리스본 인근의 켈루스 지역에 위치하고 있다. 궁전 건설 작업은 1747년 시작되었고 마테우스 빈센테 데 올리베이라가 맡았다. 가장 후대의 로코코 양식 건물로 꼽히며 아주다 궁전이 1794년 화재로 유실되면서 켈루스 궁전이 공식 궁전으로 격상되었다. 1807년 프랑스가 포르투갈을 침략하기 이전까지 왕가는 이곳에 머물다 브라질로 망명하였다.
포르투갈의 베르사유 궁전이라 불리기도 한다. 크기는 프랑스의 것보다 훨씬 작기는 하지만 포르투갈 군주의 멋스러움을 가장 잘 나타낸 건물로 여겨지기 때문이다. 1826년부터 국가 유산으로 분류되었다. 1934년 화재가 일어나면서 내부 유적이 송두리째 유실되고 말았다. 대대적인 복원 작업이 이뤄졌고 오늘날에는 주요한 관광 유적으로 일반에 공개되어 있다.

## 건축과 역사
켈루스 궁의 건축은 1690년 브라질에서 대량의 황금을 발견한 이후 드높아진 포르투갈 문화의 마지막 황금기를 대표한다. 18세기가 시작된 뒤 많은 외국 화가와 건축가가 초빙되고 풍요로운 귀족 사회가 꽃피운다. 르네상스 양식의 고전적인 가구를 사들이는 한편 이탈리아에서 영향을 받은 바로크-로코코 양식이 전 유럽에 퍼져나갈 무렵이었다.
켈루스 궁전은 크기와 상관없이 웅장한 고상함으로 다가온다. 때문에 베르사유 궁전과 비교될 만한 가치가 충분한 것이다. 궁전은 주제 1세 때 건설이 시작되었다. 당시 포르투갈은 형식적으로 폼발후작 세바스티앙 드 멜루(Sebastião José de Carvalho e Melo, Marquês de Pombal)의 지배하에 있었다. 그는 왕가의 흔적을 지우고 자신의 영향을 과시하길 갈망했다. 당대의 포르투갈 지배 계층이 누렸던 삶을 고스란히 반영한다.
폼발이 물러나고 동 페드루와 그의 부인 마리아가 1777년 왕가의 주인이 된다. 따라서 자연스레 궁전도 부부가 차지하게 되었다.
궁전은 원래 카스텔루 호드리구 후작(Marquês de Castelo Rodrigo)의 소유였다. 그러나 1640년 스페인이 포르투갈에서 쫓겨나가자 스페인에 협력했다는 죄목으로 그의 소유권은 몰수당했고, 후에 주앙 4세(João IV) 대까지 포르투갈 왕실에서 궁전과 사냥을 위해 쓰던 공간으로 사용되어 왔다. 그는 후계자였던 둘째 왕자를 위해 켈루스 궁을 계속 물려주었고 그 왕자가 동 페드루였다.
건축은 1747년에 시작하여 빠른 속도로 1755년에 완공되었다. 사실 1755년도에 대지진으로 공사에 차질이 생겼고 궁의 재공사를 대다수의 기술자가 권고하였다. 재공사는 포르투갈 내의 미술 양식을 한껏 고조하는 데 기여하였다. 또다른 지진을 대비한 기술이 마련될 조짐을 보였고 당대에 꽃피웠던 다른 유럽 국가의 새로운 양식도 가미되었다. 때문에 후에 지어진 건물은 기존 건물과는 다른 모습으로 다가온다. 따라서 좀 더 복합적인 전각의 형태가 나타나고 거리에 따라 보는 모습이 다변화된다는 것이 큰 특징이다.

## 외부
궁전은 도시의 광장을 정면으로 바라보며 기하학적인 디자인을 택하였다. 남쪽 부속 건물은 양파 모양처럼 둥그런 돔형을 하고 있다. 반면 북쪽은 하인과 부엌 건물이 위치한다. 전체적인 외부 장식은 거추장스러움을 피하였으며 극도로 고전적인 멋에 치중하려는 면모를 볼 수 있다.

## 내부
내부의 건축 양식은 외부 못지않게 많은 관심을 받는다. 프랑스의 예술가들 다수가 고용되어 전체 구조는 작더라도 화려함을 가미할 수 있는 기하학적 장식을 장려하였다. 윤을 낸 빨간 벽돌이 바닥재로 사용되었으며 기하학적 무늬를 하되 더운 여름 날씨를 대비해서 복잡한 양식은 피하였다. 많은 전각은 주위의 낮은 지붕 전각과 연결되도록 되어 있다. 내부는 각기 다르지만 노란색과 파란색이 교차적으로 나타나는 곳도 있으며 노란색의 경우 겨자빛을 띠기도 한다. 그러나 1934년 대화재로 대부분이 소실되고 말았다.

### 주요 공간

#### 갤러리
궁전 내부의 갤러리로 쓰이는 곳이다. 이곳의 본래 이름은 살라 다스 망가스(Sala das Mangas)로서 1934년 대화재 때 유일하게 보존된 공간이다. 주요 방과 연결되어 있으며 지금은 복원되어 있어 그대로 볼 수 있다. 긴 갤러리를 줄로 하여 연결된다.

#### 응접실
응접실은 대개 거울의 방 혹은 왕좌의 방으로 불리는 곳으로서 로빌론이라는 자가 1757년 설계하였다. 포르투갈어로는 "Sala dos Embaixadores"라고 불린다. 기다랗게 지어진 방은 천정에 프란시스코 데 멜루가 그림을 그렸으며 포르투갈 왕족을 그린 것으로 마리아 1세 때의 것이다. 그림은 전체적으로 넓고 밝은 톤이며 키가 큰 창문과 잘 어울린다. 각 창문 사이는 반원 모양의 금칠을 하였고 크리스털로 장식하였다. 도금을 한 유리기둥으로 되어 있으며 바닥재는 흑백 무늬의 타일로 되어 있다.

#### 음악실
음악실은 응접실의 형태를 따랐으며 금이나 다른 색재료로 칠한 나무 재료를 썼다. 천정은 소용돌이 무늬로 장식되어 있는 기법을 따랐다. 정교한 디자인 계획으로 유명한 곳이다. 신고전주의 양식을 따라 다른 방에 비해서는 18세기 후반기의 바로크-로코코 양식을 따르고 있다. 원래 방은 큰 콘서트를 위해 마련되었다. 지금도 엠파이어 그랜드 피아노가 있으며 거대한 크리스털 샹들리에가 있다.

#### 경당
돔 페드로가 머물던 때 경당은 모든 궁정 인사의 주요 무대가 되었다. 가장 처음으로 완공된 곳이기도 하며 신성시되었던 곳이다. 종교는 돔 페드로가 가장 관심있던 것이었기에 더더욱 그러하였다. 그러나 남편이 죽자 마리아는 마리아 1세로 즉위하였고 궁전의 축제를 그만두어버렸다. 켈루스 궁 내에서도 경당이 그녀가 세상 일에서 벗어나 남편과의 일을 떠올렸던 곳이 되었다. 1807년 브라질로 망명하기 전까지 주로 머물던 곳도 이곳이었지만 그녀는 리우데자네이루에서 1816년 죽었다.
경당 아래에는 양파형의 돔이 있고 조각을 한 목재로 장식되어 있다. 전체적으로 밝은 색조를 띠는데 붉은 색, 푸른 색, 파란, 분홍 등 여러 계열의 색이 잘 나타나 있다. 로코코 양식의 파이프 오르간이 있다.

## 정원
켈루스 궁은 정원의 아름다움으로도 유명하다. 화단과 길을 배치한 정원으로 두루 장식을 하고 있다. 네덜란드의 정원가가 전체 조성을 맡았기 때문에 네덜란드 계통인 플랑드르 미술의 영향을 받고 있다. 앞의 테라스와 복도에는 조각상과 분수대가 있어 한껏 멋을 더한다. 정원 내의 전각은 기하하적인 요소를 가장 중시하였다고 볼 수 있는데 스핑크스 같은 두 개의 상도 볼 수 있으며 이들 상은 18세기의 의복을 입고 있다. 정원 내에는 인공 폭포도 있어 리스본 인근에서 만들어진 최초의 인공 폭포이다.
트리톤과 돌고래를 장식한 분수대가 있으며 베르니니가 만든 것이다. 정원 하부에도 비슷한 류의 분수대가 나타난다. 대개 나무의 경우 오디 나무와 주목, 사이프러스를 심어놓고 있다.